# Autorizzazione unica ambientale
L'autorizzazione unica ambientale (AUA), nel diritto italiano, è il provvedimento che sostituisce gli atti di comunicazione, notifica e autorizzazione in materia ambientale, ed è disciplinata dal D.P.R. 13 marzo 2013 n. 59.
È rilasciata dallo sportello unico per le attività produttive (SUAP), unico punto di accesso per le vicende amministrative riguardanti l'attività produttiva del richiedente; l'autorità competente ai fini del rilascio, rinnovo e aggiornamento dell'AUA è la Provincia o la diversa autorità indicata dalla normativa regionale.

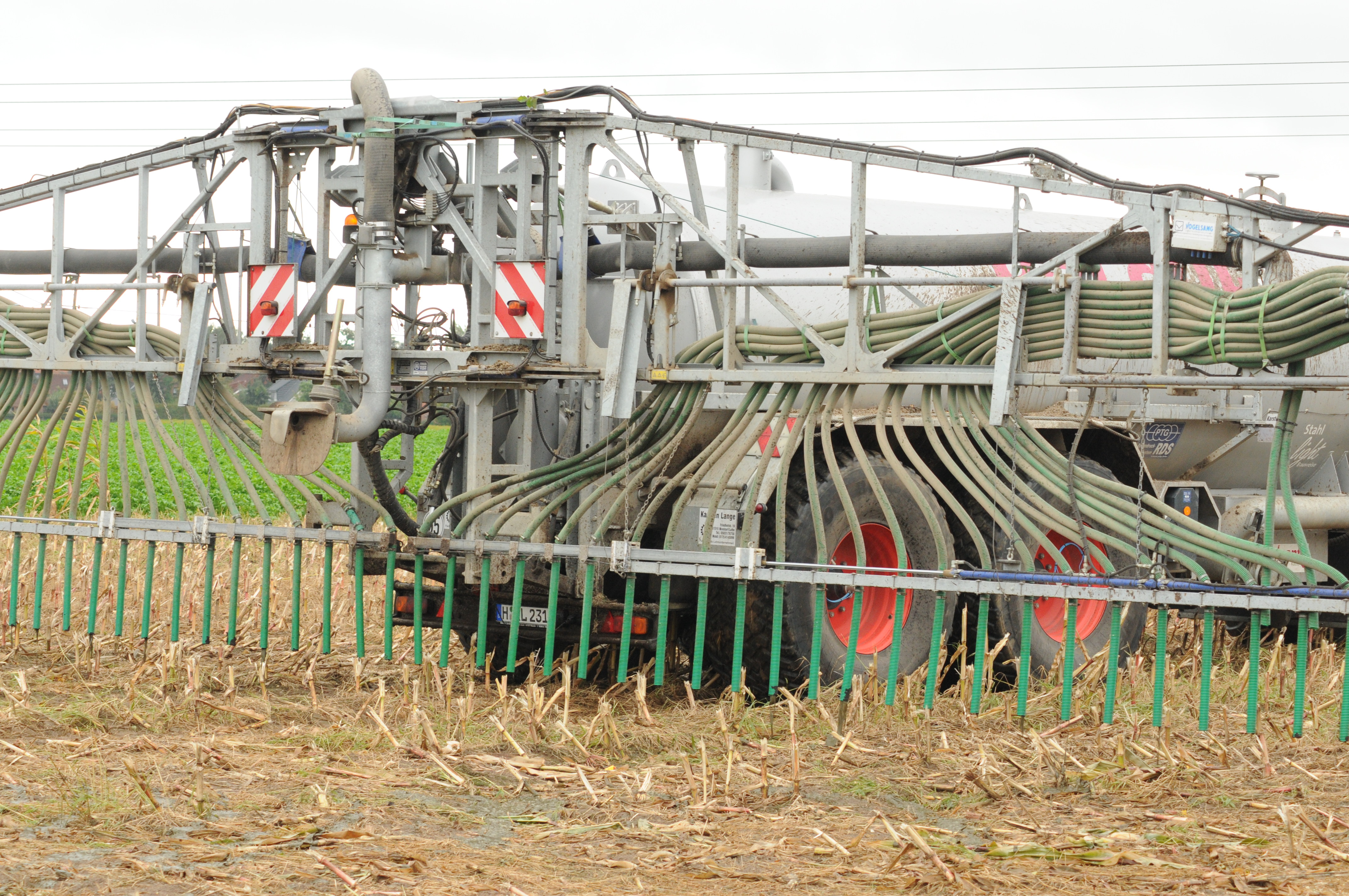
Riutilizzo in agricoltura di fanghi derivanti dal processo di depurazione delle acque in Hannover (Germania), attività soggetta ad autorizzazione AUA in Italia.

## Ambito di applicazione
L'AUA si applica:
- alle piccole e medie imprese;[4]
- agli impianti non soggetti alle disposizioni in materia di autorizzazione integrata ambientale (AIA);
- ai progetti che forniscono esito negativo dalla verifica di assoggettabilità alla valutazione d'impatto ambientale (VIA), nei casi in cui sia necessaria.

I gestori degli impianti ricadenti nell'ambito di applicazione dell'AUA presentano la domanda nel caso in cui siano assoggettati al rilascio, alla formazione, al rinnovo o all'aggiornamento di almeno uno dei seguenti titoli abilitativi:
- autorizzazione agli scarichi;[6]
- comunicazione preventiva per l'utilizzazione agronomica delle acque reflue derivanti da allevamento, da frantoi oleari  (acque di vegetazione) o da altre aziende previste;[7]
- autorizzazione all'utilizzo in agricoltura dei fanghi derivanti dal processo di depurazione delle acque;[8]
- autorizzazione alle emissioni in atmosfera per gli stabilimenti previsti;[9]
- autorizzazione di carattere generale in ambito di emissioni atmosferiche;[10]
- comunicazione o nulla osta in ambito acustico;[11]
- comunicazioni in materia di rifiuti.[12]

I gestori degli impianti hanno la facoltà di non avvalersi dell'AUA nel caso in cui si tratti di attività soggette solo a comunicazione oppure ad autorizzazione di carattere generale, ferma restando la presentazione dell'istanza al SUAP.

## Durata e autocontrollo
L'AUA ha durata pari a quindici anni a decorrere dalla data di rilascio.
Dove previste, l'AUA definisce le modalità per lo svolgimento delle attività di autocontrollo individuate dall'autorità competente. In caso di scarichi contenenti sostanze pericolose, i gestori degli impianti autorizzati devono presentare almeno ogni quattro anni, una comunicazione contenente gli esiti delle attività di autocontrollo all'autorità competente, la quale può procedere all'aggiornamento delle condizioni autorizzative senza modificare la durata dell'autorizzazione.

## Procedura per il rilascio
La domanda per il rilascio dell'AUA, redatta secondo il modello approvato con D.P.C.M. 8 maggio 2015 o tramite la modalità telematica, è presentata al SUAP che la trasmette all'autorità competente e insieme ne verificano la correttezza formale.
Le verifiche si concludono entro trenta giorni dal ricevimento della domanda. Decorso tale termine, in assenza di comunicazioni, l'istanza si intende correttamente presentata.
Qualora l'autorità competente riscontri che è necessario integrare la documentazione presentata, lo comunica al SUAP, precisando gli elementi mancanti ed il termine per il deposito delle integrazioni.
Qualora il gestore non abbia depositato la documentazione richiesta entro il termine fissato dall'autorità competente, l'istanza è archiviata, fatta salva la facoltà per il gestore di chiedere una proroga in ragione della complessità della documentazione da presentare; in tal caso, il termine è sospeso per il tempo della proroga.
Se l'AUA sostituisce i titoli abilitativi per i quali la conclusione del procedimento è fissata in un termine inferiore o pari a novanta giorni, l'autorità competente adotta il provvedimento nel termine di novanta giorni dalla presentazione della domanda e lo trasmette al SUAP che rilascia il titolo.
Se l'AUA sostituisce i titoli abilitativi per i quali almeno uno dei termini di conclusione del procedimento è superiore a novanta giorni, il SUAP, indice, entro trenta giorni dalla ricezione della domanda, la conferenza di servizi; in tale caso, l'autorità competente adotta l'AUA entro centoventi giorni dal ricevimento della domanda o, in caso di richiesta di integrazioni, entro il termine di centocinquanta giorni dal ricevimento della domanda medesima; tale atto confluisce nella determinazione motivata.

## Rinnovo
Per il rinnovo dell'AUA è necessario che il titolare invii tramite il SUAP un'istanza corredata dalla documentazione aggiornata, almeno sei mesi prima della scadenza. 
L'autorità competente può comunque imporre il rinnovo o la revisione dell'AUA prima della scadenza nei seguenti casi:
- le prescrizioni stabilite nella stessa impediscono il conseguimento degli obiettivi di qualità ambientale stabiliti dagli strumenti di pianificazione e programmazione di settore;
- nuove disposizioni legislative comunitarie, statali o regionali lo esigono.[27]

## Modifica
Per modifica si intende ogni variazione al progetto già autorizzato, realizzato o in fase di realizzazione, che possa produrre effetti sull'ambiente.
Nel caso in cui la modifica possa produrre effetti negativi significativi sull'ambiente si parla di modifica sostanziale.
Il gestore che intende effettuare una modifica dell'attività o dell'impianto ne dà comunicazione all'autorità competente e, nel caso in cui quest'ultima non si esprima entro sessanta giorni dalla comunicazione, può procedere all'esecuzione della modifica. L'autorità competente provvede, ove necessario, ad aggiornare l'autorizzazione in atto.
Il gestore che intende effettuare una modifica sostanziale, oppure nel caso in cui l'autorità competente ritenga che la modifica comunicata sia sostanziale, deve attenersi nuovamente.

## Oneri istruttori e tariffe
Le spese e i diritti previsti da disposizioni di leggi statali e regionali vigenti sono posti a carico dell'interessato; possono essere anche previsti diritti di istruttoria la cui misura, sommata alle spese a ai diritti previsti, non deve eccedere quella complessivamente posta a carico dell'interessato prima dell'entrata in vigore del regolamento in materia di AUA per i singoli procedimenti relativi ai titoli abilitanti sostituiti.

## Disposizioni regionali

### Emilia-Romagna
In Emilia-Romagna le funzioni relative all’AUA sono esercitate tramite l'Agenzia regionale per la protezione ambientale.
Per la presentazione della domanda di AUA, l'Emilia-Romagna ha approvato con decreto della Giunta regionale 2204/2015 un apposito modello, adeguando quello nazionale.